# Sesostris I.
Sesostris I. ili Senusret I. bio je drugi faraon Dvanaeste dinastije Egipta. Vladao je od 1971. pr. Kr. do 1926. pr. Kr. i ostao upamćen kao jedan od najmoćnijih kraljeva dinastije. Bio je sin Amenemhata I. i njegove supruge Nefertitanen. Vlastita supruga i sestra mu je bila Neferu. Ona je također bila majka njegovog nasljednika Amenemhata II.
Nastavio je očevu agresivnu ekspanzionističku politiku prema Nubiji pokrenuvši pohode protiv ove oblasti u 10. i 18. godini vladavine, te uspostavivši službenu egipatsku južnu granicu tako što je sagradio tvrđavu Buhen kraj drugog katarkta, tamo se utaborio i podigao pobjedničku stelu. Također je organizirao ekspedicije u oazu u Libijskoj pustinji. Senusret I. je uspostavio diplomatske odnose s vladarima i gradovima Sirije i Kanaana. Također je nastojao centralizirati egipatsku državnu upravu postavljajući osobno odane nomarhe. Piramida mu je sagrađena u el-Lishtu. Senusret I. se također spominje u Priči o Sinuheu koja tvrdi kako je požurio u kraljevsku palaču u Memfisu, prekinuvši vojni pohod u Aziji čim je čuo za ubojstvo svog oca Amenemhata I. 

## Građevine
Poslao je nekoliko ekspedicija s ciljem da se kupi građevinski materijal na Sinaju i u Wadi Hammamatu, te je tijekom duge vladavine sagradio veliki broj oltara i hramova. Obnovio je važan hram Re-Atuma u Heliopolisu, središtu kulta sunca - te podigao 2 crvena obeliska kako bi proslavio 30. godišnjicu vladavine (Jubilej Heb Sed ). Jedan od tih obeliska još uvijek stoji kao najstariji takav u Egiptu. Dobro poznati oltar (pod nazivom Bijela Kapela) s finim, visokokvalitetnim reljefima ovog vladara, je sagrađen u Karnaku kako bi obilježio 30. godinu vladavine; još uvijek je izložen, ponovo sagrađen od raznih kamenih blokova koje je Henri Chevrier otkrio 1926. Senusret je i ponovo sagradio Hram Khenti-Amentiu Osiris u Abydosu.

## Dvor
Senusretov dvor je također dobro poznat. Na početku njegove vladavine vezir je bio Infefiqer, poznat po brojnim natpisima na grobu nedaleko od piramide Amenemhata I. Izgleda da je dugo vremena ostao u službi, i da ga je naslijedio izvjesni Senusret. Dva blagajnika su također poznati iz doba ovog kralja - Sobekhotep (22. godina) i Mentuhotep.  Potonji je imao veliku grobnicu kraj kraljeve piramide, a izgleda da je bio glavni arhitekt Amunovog hrama u Karnaku.

## Nasljedstvo
Senusret je sam okrunjen kao suvladar zajedno sa svojim ocem na očevu 20. godinu vladavine. Pred kraj vlastitog života je imenovao svog sina Amenemhata II. kao mlađeg suvladara. Stela u Wepwawetōu je datirana na 44. godinu Senusreta i 2. godinu Amenemheta, pa se čini da ga je imenovao u svojoj 43. godinu. Umro je u svojoj 46. godini, jer mu Torinski kanon pripisuje vladavinu od 45 godina i nepoznat broj mjeseci.